# Guibert von Nogent
Guibert von Nogent (* um 1055; † um 1125) war ein Benediktiner, Geschichtsschreiber und Theologe sowie der Autor autobiographischer Erinnerungen.
Er wurde zwischen 1053 und 1065 geboren, Edmond-René Labande bevorzugt 1055. Sein genauer Geburtsort ist unbekannt, lag aber in der Nähe von Beauvais. Diskutiert wurden Autreville, Agnetz, Bourgin, Catenoy und Clermont-en-Beauvaisis. Er verstarb vermutlich 1125.
Zu seiner Zeit war er fast unbekannt, wurde auch von seinen Zeitgenossen kaum erwähnt, hat aber die Aufmerksamkeit der Forschung durch seine ausführlichen Beschreibungen erregt, die einen Einblick in das Leben im Mittelalter erlauben.

## Leben und Werk
Guibert wurde als Sohn adliger Eltern geboren. Die Geburt kostete – seinen Angaben folgend – seine Mutter und ihn fast das Leben. Sein Vater war gewalttätig, treulos und ausschweifend und starb innerhalb Guiberts erstem Lebensjahr. Seine Mutter war von großer Schönheit und Intelligenz, dominierend und von aggressiv puritanischer Haltung. Sie übernahm die Kontrolle über seine Erziehung, isolierte ihn von Gleichaltrigen und vertraute ihn von seinem sechsten bis zum zwölften Lebensjahr einem – wieder nach Guiberts Erinnerung – bis zur Grausamkeit anspruchsvollen und gleichzeitig unfähigen Privatlehrer an. Etwa zur Zeit seines 12. Lebensjahres zog sich seine Mutter in eine Abtei bei Saint-Germer-de-Fly (zwischen Beauvais und Rouen) zurück, wohin Guibert ihr als Benediktineroblate bald folgte. Im Kloster studierte er mit großem Eifer anfangs die antiken Dichter Ovid und Vergil, eine Erfahrung, die starken Einfluss auf seine Schriften hatte, wechselte aber später, beeinflusst von Anselm von Canterbury, zur Theologie.
1104 wurde er zum Abt des kleinen und armen Klosters Nogent-sous-Coucy, das 1059 gegründet worden war, gewählt, und spielte ab dann eine wichtigere Rolle in kirchlichen Angelegenheiten, hatte nun Kontakt mit Bischöfen und der Hofgesellschaft. Wichtiger noch war aber, dass er nun die Zeit hatte, sich dem Schreiben zu widmen. Sein erstes größeres Werk aus dieser Zeit ist seine Geschichte des Ersten Kreuzzugs, die Gesta Dei per Francos (Gottes Taten durch die Franken), die er zwischen 1106 und 1109 verfasste und die 1121 bekannt wurde. Das Werk ist weitgehend eine in schnörkelhaftem Stil verfasste Paraphrase der Gesta Francorum eines unbekannten normannischen Autors. Weil Guiberts Schrift sich so nahe an die Gesta Francorum anlehnt und sein Latein schwierig zu lesen ist, wurde sie lange für überflüssig erachtet. Heutige Herausgeber und Übersetzer verweisen jedoch auf seinen exzellenten Stil und das verwendete Originalmaterial. Andere sehen den Stil als unglücklich an („marred by an affected style and pretentious vocabulary“, R. Huygens), R. Levine charakterisiert seinen Stil als akrobatisch, absichtlich schwierig und shandyesk. Am wichtigsten ist jedoch, dass die Dei gesta unschätzbare Informationen über die Aufnahme der Kreuzzugsidee in Frankreich sowohl in der öffentlichen Meinung als auch in Guiberts privaten Ansichten liefern: Er kannte einige Kreuzfahrer persönlich, war mit ihnen aufgewachsen, und hat nach deren Rückkehr über ihre Erinnerungen und Erfahrungen gesprochen. Nach Guiberts eigenen Worten liebte er das Obskure und verachtete einen rohen, ungeschliffenen Stil. „Ich schätze Dinge, die meinen Verstand beanspruchen mehr als solche, die zu einfach zu verstehen sind und sich einem Verstand, der für Neuheiten begierig ist, nicht einprägen.“ (Gesta, Einleitung Buch 5)
Er bezog in den Gesta einen dezidiert aristokratischen und französischen Standpunkt, was so weit ging, dass er Bohemund von Tarent, da Normanne, als Franzosen einordnete. Nur die Türken kämen den Franzosen an kriegerischem Geist gleich.
Für moderne Leser ist seine 1115 geschriebene Autobiographie De vita sua sive monodiarum suarum libri tres, auch Memoiren genannt, die interessanteste von Guiberts Arbeiten. Verfasst gegen Ende seines Lebens im Stil der Confessiones des Augustinus von Hippo, zeichnet sie sein Leben von der Kindheit an nach; sie enthält viele bildhafte Splitter zu seiner Zeit und den Gebräuchen in seinem Land. Die Beschreibung der nicht lange existierenden Kommune von Laon ist ein historisches Dokument ersten Ranges. Er liefert wertvolle Informationen über das tägliche Leben in Burg und Kloster, über damals moderne Erziehungsmethoden, Erkenntnisse über einige der wichtigen (und weniger wichtigen) Persönlichkeiten der Zeit. Seine Arbeit ist gefärbt durch seine persönlichen Vorlieben und Vorurteile, die den Wert des Werkes noch erhöhen, da sie einen sehr privaten Blick auf die mittelalterliche Welt ermöglichen.